# Argentona
Argentona es un municipio y localidad española de la provincia de Barcelona, en Cataluña. Perteneciente a la comarca del Maresme, cuenta con una población de 12 844 habitantes (INE 2024).

## Geografía
El núcleo urbano se halla en el margen derecho de la “Riera de Argentona”, un curso de agua intermitente. Las casas se agrupan alrededor de una elevación en la que fue erigida una iglesia. Otros núcleos de población son San Miquel del Cros, unos tres kilómetros riera abajo, y las urbanizaciones de Les Ginesteres, Can Cabot, Can Raimí y Sant Pere de Clarà, sobre los montes que se alzan a ambos lados de la riera.
Se encuentra muy cerca de la ciudad de Mataró y a unos 30 kilómetros de Barcelona.

## Historia
Argentona posee una iglesia gótica del siglo XVI dedicada a San Julián de Antinoópolis con una pequeña capilla del Santísimo diseñada por Josep Puig i Cadafalch durante el modernismo. En el núcleo urbano hay también una pequeña capilla dedicada a San Sebastián.
Una peculiaridad de Argentona son las más de doscientas fuentes que existen en el término municipal, algunas de las cuales manan agua con pequeñas cantidades de gas carbónico. Hasta la década de 1970 el agua de alguna de las fuentes se embotellaba para su comercialización. Particularmente conocida es la “Font Picant” y la “Font de Ferro”, cuyo nombre viene de la gran concentración de hierro de sus aguas. Con el tiempo, se dejó de comercializar el agua y cada vez hubo menos agricultores en Argentona para mantener las fuentes, por lo que muchas cayeron en el abandono. Desde la década de 1980 un grupo de habitantes del pueblo, “El grup de fonts d’Argentona”, se ha dedicado a restaurar y reconstruir fuentes antiguas así como a crear algunas nuevas.
A mediados del siglo XX fue, durante más de treinta años, un importante centro de veraneo. A principios de marzo de 2020, el alcalde de la CUP renunció al cargo por haber reconocido actitudes machistas en el pasado, siendo sustituido por la número 2 del partido y anterior alcaldesa, Gina Sabadell.

## Demografía
Argentona cuenta con una población de 12 844 habitantes (INE 2024).
| Gráfica de evolución demográfica de Argentona entre 1842 y 2021                                                       |
| |
| Población de derecho según los censos de población del INE. Población de hecho según los censos de población del INE. |

## Cultura
En la población se encuentran la Casa Puig Cadafalch, casa de veraneo del famoso arquitecto modernista Josep Puig Cadafalch y el Museu del Càntir d'Argentona, ambos de titularidad municipal. El museo está dedicado especialmente a la cerámica y alfarería tradicional para agua. La mayoría de objetos que expone son cántaros y botijos, desde la Edad de Bronce hasta cuatro ejemplares de Pablo Picasso.

## Símbolos

### Escudo
El municipio dispone de un escudo que se define por el siguiente blasón: «Escudo losanjado truncado: primero de argén, una palma de sinople puesta en palo; y al segundo de oro, 4 palos de gules. Por timbre una corona mural de villa.»
Fue aprobado el 25 de septiembre de 1992, y publicado en el DOGC el 7 de octubre del mismo año. La palma que representa en el primer cuartel es el símbolo del mártir San Julián, a quien está dedicada la iglesia de la villa, y los cuatro palos representan la jurisdicción del conde rey.

### Bandera
La bandera de Argentona se define como una «bandera apaisada de proporciones dos de alto por tres de largo, dividida en nueve franjas iguales, cinco amarillas y cuatro rojas alternadas. En el asta un palo de ancho de 1/4 de la bandera de color blanco y cargado con la palma del escudo puesta en palo, de altura de 7/9 partes de la bandera, de color verde.»
Su aprobación fue publicada en el DOGC el 20 de abril de 1994. El significado de la palma y de las cuatro barras es el mismo que en el escudo.